# Guinese wouden van West-Afrika

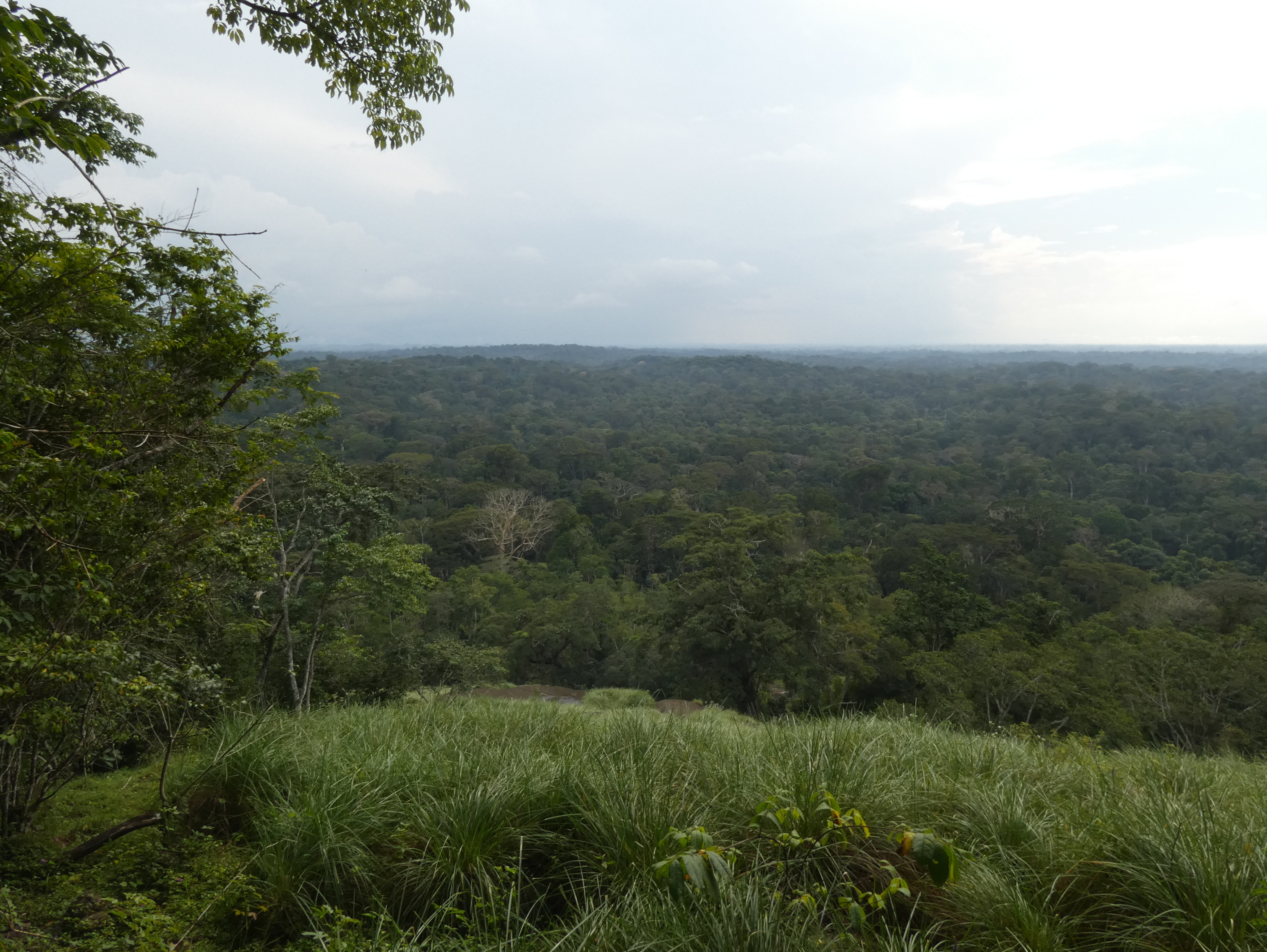
Uitzicht over uitgestrekte wouden in het Nationaal park Taï in Ivoorkust

De Guinese wouden van West-Afrika zijn een biogeografische regio en een door Conservation International aangewezen biodiversiteitshotspot. Het is een gordel van tropische vochtige loofbossen langs de kust van West-Afrika, die loopt van Sierra Leone en Guinee in het westen tot aan de rivier de Sanaga in Kameroen in het oosten. De Dahomey Gap, een gebied van savannes en droge bossen in Togo en Benin, verdeelt de Guinese bossen in de Boven-Guinese wouden en Neder-Guinese wouden.
De Boven-Guinese wouden strekken zich uit van Sierra Leone en Guinee in het westen via Liberia, Ivoorkust en Ghana tot Togo in het oosten. De Neder-Guinese wouden strekken zich uit ten oosten van Benin via Nigeria en Kameroen. De Neder-Guinese wouden strekken zich ook naar het zuiden uit langs de Sanaga, de zuidelijke grens van de hotspot, in het zuiden van Kameroen, Equatoriaal-Guinea, Gabon, Congo-Brazzaville, Cabinda en Congo-Kinshasa.
Deze biodiversiteitshotspot herbergt naar schatting 9000 soorten vaatplanten, waarvan ongeveer 20 procent (1800 soorten) endemisch zijn (25 procent).

## Ecoregio's
Het Wereld Natuur Fonds verdeelt de Boven- en Neder-Guinese wouden in een aantal verschillende ecoregio's:
Boven-Guinese wouden
- Westelijke Guinese laaglandbossen (Guinee, Sierra Leone, Liberia, Ivoorkust)
- Guinese montane bossen (Guinee, Sierra Leone, Ivoorkust)
- Oostelijke Guinese bossen (Ivoorkust, Ghana, Togo, Benin)

Neder-Guinese wouden
- Laaglandbossen van Nigeria (Togo, Nigeria)
- Moerasbossen van de Nigerdelta (Nigeria)
- Cross-Niger overgangsbossen (Nigeria)
- Cross-Sanaga-Bioko kustbossen (Nigeria, Kameroen, Equatoriaal-Guinea)
- Bossen van de Hooglanden van Kameroen (Nigeria, Kameroen)
- Montane bossen van Mount Cameroon en Bioko (Kameroen, Equatoriaal-Guinea)